# Jacob Aagaard
Jacob Aagaard   (Hørsholm, 31 de juliol de 1973) és un jugador d'escacs danès-escocès, que té el títol de Gran Mestre des de 2007. Fou campió de la Gran Bretanya el 2007. També és un prolífic escriptor d'escacs i co-propietari de Quality Chess, una editorial especialitzada en els escacs.
A la llista d'Elo de la FIDE del maig de 2020, hi tenia un Elo de 2477 punts, cosa que en feia el jugador número 2 (en actiu) d'Escòcia (ha competit internacionalment representant les Federacions nacionals de Dinamarca i d'Escòcia). El seu màxim Elo va ser de 2542 punts, a la llista de maig de 2010 (posició 508 al rànquing mundial).

## Resultats destacats en competició
Aagard va obtenir el títol de Mestre Internacional el 1997, i fou primer a Highgate. El mateix any va anar a viure a Glasgow, Escòcia. El 1998 fou primer a Hampstead. El 2002 i 2003 fou primer a Helsingør. El 2004, empatà als llocs 1r a 3r a Arco di Trento, amb Thomas Luther i Milan Draško, fou 3r a la "Rilton Cup" d'Estocolm, i va acabar 2n al Campionat escocès. El 2005, fou primer en el mateix campionat, però no va ser guardonat amb el títol nacional perquè no era encara ciutadà britànic (el títol va ser per a Craig Pritchett. El 2006 fou primer a Arco di Trento. El 2007 Aagaard va assolir el seu millor resultat en guanyar la 94a edició del Campionat d'escacs de la Gran Bretanya, celebrat a Great Yarmouth, i obtenint el títol de Gran Mestre.

### Participació en olimpíades d'escacs
N'Aagaard ha participat, representant Escòcia, en dues Olimpíades d'escacs entre els anys 2006 i 2008 (amb un total de 10½ punts de 18 partides, un 58,3%). A l'edició de 2006 hi participà com a MI, i a partir de 2008 com a GM.
| Any  | Olimpíada         | Ciutat  | Elo propi | Tauler | Partides | Guanyades | Taules | Perdudes | %     |
| ---- | ----------------- | ------- | --------- | ------ | -------- | --------- | ------ | -------- | ----- |
| 2006 | XXXVII Olimpíada  | Torí    | 2447      | 4t     | 10       | 3         | 6      | 1        | 60,0% |
| 2008 | XXXVIII Olimpíada | Dresden | 2528      | 2n     | 8        | 3         | 3      | 2        | 56,3% |

## Partides destacades
- Jacob Aagaard vs Per Arnt Rasmussen, 1996, gambit de rei acceptat, gambit Kieseritsky, Defensa Kolisch (C39), 1-0

## Llibres
- Jacob Aagaard. Easy Guide to the Panov-Botvinnik Attack.  Everyman Chess, 1998. ISBN 9781857445633.
- Jacob Aagaard. Easy Guide to the Sveshnikov Sicilian.  Everyman Chess, 2000. ISBN 9781857442809.
- Jacob Aagaard. Dutch Stonewall.  Everyman Chess, 2001. ISBN 9781857442526.
- Jacob Aagaard. Excelling at Chess.  Everyman Chess, 2001. ISBN 1857442733.
- Jacob Aagaard. Queen's Indian Defence.  Everyman Chess, 2002. ISBN 1857443004.
- Jacob Aagaard and Esben Land. Meeting 1.d4.  Everyman Chess, 2002. ISBN 1857442245.
- Jacob Aagaard. Excelling at Positional Chess.  Everyman Chess, 2003. ISBN 185744325X.
- Jacob Aagaard. Excelling at Chess Calculation.  Everyman Chess, 2004. ISBN 978-1857443608.
- Jacob Aagaard. Excelling at Combinational Play.  Everyman Chess, 2004. ISBN 978-1857443455.
- Jacob Aagaard. Excelling at Technical Chess.  Everyman Chess, 2004. ISBN 978-1857443646.
- Jacob Aagaard. Starting Out: The Grunfeld.  Everyman Chess, 2004. ISBN 978-1857443509.
- Jacob Aagaard. Inside the Chess Mind.  Everyman Chess, 2004. ISBN 978-1857443578.
- Jacob Aagaard. Practical Chess Defence.  Quality Chess, 2006. ISBN 978-91-975244-4-5.
- Jacob Aagaard. The Attacking Manual: Basic Principles.  Quality Chess, 2008. ISBN 978-91-976004-08.[9]
- Jacob Aagaard. The Attacking Manual 2: Technique and Praxis.  Quality Chess, 2008. ISBN 978-91-976004-15.